# Alocoderus semenowi
Alocoderus semenowi är en skalbaggsart som beskrevs av Edmund Reitter 1887. Alocoderus semenowi ingår i släktet Alocoderus och familjen Aphodiidae. Inga underarter finns listade i Catalogue of Life.